# Aktio-Wonitsa
Aktio-Wonitsa (gr. Δήμος Ακτίου-Βόνιτσας, Dimos Aktiu-Wonitsas) – gmina w Grecji, w administracji zdecentralizowanej Peloponez, Grecja Zachodnia i Wyspy Jońskie, w regionie Grecja Zachodnia, w jednostce regionalnej Etolia-Akarnania. Siedzibą gminy jest Wonitsa. W 2011 roku liczyła 17 370 mieszkańców. Powstała 1 stycznia 2011 roku w wyniku połączenia dotychczasowych gmin: Anaktorio, Paleros i Medeon.